# R/V Dr. Fridtjof Nansen (2017)
För R/V Dr. Fridtjof Nansen (1993), senare R/V Kristine Bonnevie, se R/V Kristine Bonnevie
R/V Dr. Fridtjof Nansen är ett norskt forskningsfartyg, som ägs av den norska biståndsmyndigheten Norad och drivs av Havforskningsinstituttet. Det är namngivet efter havsforskaren Fridtjof Nansen och togs i tjänst 2017. Fartyget används för havsforskning och utbildning i hållbar fiskeriförvaltning i kustområden utanför Afrika och Asien. Fartyget ingår i "Nansenprogrammet", ett biståndsprogram som Norge driver i samarbete med FN:s livsmedels- och jordbruksorganisation (FAO).
Fartyget är det tredje forskningsfartyget i rad som bär namnet Dr. Fridtjof Nansen. Det första fartyget togs i drift 1975, och det andra 1993. Åren 1975–2016 har de två första norska forskningsfartygen med namnet Dr. Fridtjof Nansen bistått fler än 60 utvecklingsländer med att kartlägga, övervaka och förvalta sina fiskbestånd. 
Fartyget byggdes på det spanska varvet Astilleros Gondan i Figueras.